# Pierpaolo Luzzatto Fegiz
Pierpaolo Luzzatto Fegiz (Trieste, 19 giugno 1900 – Trieste, 11 agosto 1989) è stato uno statistico italiano.

## Biografia
Nacque in una famiglia alto-borghese, figlio dell'avvocato Giuseppe Luzzatto, ebreo convertito al cattolicesimo, e di Alice Fegitz.
Conseguita la maturità classica, nel 1922 si laureò in giurisprudenza all'Università di Bologna con una tesi in statistica sulla popolazione della città natale. L'anno successivo fu nominato assistente del professor Gustavo Del Vecchio, docente di economia presso l'Istituto superiore di studi economici e commerciali (che nel 1924 divenne la Regia Università degli studi economici e commerciali di Trieste); nel 1926 ottenne la libera docenza in statistica presso lo stesso ateneo.
Fu fondatore e direttore dell'istituto Doxa. I suoi studi riguardarono soprattutto la statistica demografica ed economica, occupandosi in particolare di ricerche di mercato e tecniche di sondaggio.
Scrisse Lettere da Zabodaski - Ricordi di un borghese mitteleuropeo (1900-1984), dove raccontò Trieste.

## Vita privata
Era fratello del medico Giusto Fegiz e padre del critico musicale Mario Luzzatto Fegiz.